# Municipio de Noble (Míchigan)
El municipio de Noble (en inglés: Noble Township) es un municipio ubicado en el condado de Branch en el estado estadounidense de Míchigan. En el año 2010 tenía una población de 520 habitantes y una densidad poblacional de 9,41 personas por km².

## Geografía
El municipio de Noble se encuentra ubicado en las coordenadas 41°47′14″N 85°13′54″O / 41.78722, -85.23167. Según la Oficina del Censo de los Estados Unidos, el municipio tiene una superficie total de 55.26 km², de la cual 54,3 km² corresponden a tierra firme y (1,74 %) 0,96 km² es agua.

## Demografía
Según el censo de 2010, había 520 personas residiendo en el municipio de Noble. La densidad de población era de 9,41 hab./km². De los 520 habitantes, el municipio de Noble estaba compuesto por el 95,19 % blancos, el 0,77 % eran afroamericanos, el 0,58 % eran amerindios, el 0,58 % eran asiáticos, el 0,38 % eran de otras razas y el 2,5 % eran de una mezcla de razas. Del total de la población el 1,92 % eran hispanos o latinos de cualquier raza.